# Margherita Caligiuri
Margherita Caligiuri (Zagarise, 16 aprile 1958) è una produttrice televisiva italiana.
Tra gli anni ottanta e anni duemila ha prodotto i principali programmi trasmessi dalle reti Mediaset, come Zig Zag, Ok, il prezzo è giusto, Casa Vianello, Sapore di mare e Karaoke.

## Biografia
Dopo aver esordito in Rai, negli anni settanta ha lavorato con Claudio Lippi con le emittenti televisive del gruppo editoriale Rizzoli, Telealtomilanese e Primarete Indipendente.
Negli anni ottanta passò alla Fininvest per la quale produsse il programma Tuttinfamiglia (condotto da Claudio Lippi e in seguito da Lino Toffolo), andato in onda con successo nella fascia del mattino di Canale 5, e il quiz pomeridiano Zig Zag, condotto da Raimondo Vianello. Alla fine del decennio ha curato la produzione di altri programmi delle reti Fininvest, come le prime edizioni della sitcom Casa Vianello e i programmi Il gioco dei 9, Tra moglie e marito, C'eravamo tanto amati e La ruota della fortuna.
Nel decennio successivo oltre ad altri programmi produsse come Produttore e Autore il Karaoke, programma trasmesso da Italia 1 dal 1992 al 1995 che lanciò Fiorello, divenuto un fenomeno televisivo, venne trasmesso per alcune puntate speciali in prima serata su Canale 5, vincendo anche un Telegatto. Ha inoltre curato altri programmi per le reti Mediaset come Viva Napoli, La Ruota della Fortuna ricevendo un premio dal produttore per le modifiche apportate e per il conseguente successo riscosso, Re per una notte e Sapore di mare. Nel periodo dal 2000 al 2007 ha invece prodotto programmi di divulgazione scientifica come Vivere meglio e Non solo medicina trasmessi su Rete 4, e Yesterday, sempre su Rete 4. Inoltre è stata premiata per i programmi per bambini come Bravo Bravissimo, Dire, fare, baciare, lettera o testamento, Sbirulino, e altri ancora per un target di ragazzi.

## Elenco di programmi televisivi prodotti
| Nome                                      | Anno                                  | Rete/i                                                                  | Genere                               | Conduttore/i |
| ----------------------------------------- | ------------------------------------- | ----------------------------------------------------------------------- | ------------------------------------ | --- |
| Bis                                       | 1981-1990                             | Canale 5                                                                | Game show Quiz                       | Mike Bongiorno                                                                                                   |
| Il circo di Sbirulino                     | 1982-1984                             | Canale 5 (1982-1983) Italia 1 (1983-1984)                               | Intrattenimento                      | Sandra Mondaini (alias "Sbirulino") e Tonino Micheluzzi                                                          |
| Help!                                     | 1983-1986                             | Canale 5 (1983-1985) Italia 1 (1985-1986)                               | Game show Quiz                       | Stefano Santospago (1983-1984) Marco Columbro (1984-1985) Umberto Smaila (1985-1986)                             |
| Zig Zag                                   | 1983-1986                             | Canale 5                                                                | Game show                            | Raimondo Vianello con Enzo Liberti e: Simona Mariani (1984-1985), Sandra Mondaini ed Elena Mattolini (1985-1986) |
| Ok, il prezzo è giusto!                   | 1983-2001                             | Italia 1 (1983-1987) Rete 4 (1987-1988, 1996-2001) Canale 5 (1988-1996) | Game show Quiz                       | Gigi Sabani (1983-1986) Iva Zanicchi (1987-2000) Emanuela Folliero (1999) Maria Teresa Ruta (2000-2001)          |
| Tuttinfamiglia                            | 1984-1989                             | Canale 5                                                                | Telequiz                             | Claudio Lippi (1984-1987) Lino Toffolo (1987-1989)                                                               |
| Doppio slalom                             | 1985-1990                             | Canale 5                                                                | Telequiz                             | Corrado Tedeschi (1985-1990) Paolo Bonolis (1990)                                                                |
| Il gioco delle coppie                     | 1985-1992                             | Italia 1 (1985-1986) Rete 4 (1986-1988, 1991-1992) Canale 5 (1988-1991) | Game show Quiz                       | Marco Predolin (1985-1990) Corrado Tedeschi (1990-1992)                                                          |
| Cantando cantando                         | 1987-1989                             |                                                                         | Intrattenimento musicale             | Gino Rivieccio, con la partecipazione di Little Tony, Bobby Solo e Rosanna Fratello                              |
| Tra moglie e marito                       | 1987-1991                             | Canale 5                                                                | Telequiz                             | Marco Columbro                                                                                                   |
| Il gioco dei 9                            | 1988-1992, 2004                       | Canale 5 (1988-1992) Italia 1 (1992, 2004)                              | Game show Quiz                       | Raimondo Vianello con Sandra Mondaini (1988-1990) Gerry Scotti (1990-1992) Enrico Papi (2004)                    |
| Casa mia                                  | 1989-1990                             | Canale 5                                                                | Telequiz                             | Lino Toffolo e Gino Rivieccio                                                                                    |
| C'eravamo tanto amati                     | 1989-1994                             | Rete 4                                                                  | Talk show Intrattenimento            | Luca Barbareschi                                                                                                 |
| La ruota della fortuna                    | 1989-2003, 2007-2009                  | Canale 5 (1989-1996) Rete 4 (1996-2003) Italia 1 (2007-2009)            | Game show Quiz                       | Mike Bongiorno (1989-2003) Enrico Papi (2007-2009)                                                               |
| Dire, fare, baciare, lettera o testamento | 1990                                  | Canale 5                                                                | Tv dei ragazzi                       | Marco Balestri                                                                                                   |
| Casa Vianello                             | 1990-2007                             | Canale 5 (1988-2005) Rete 4 (2005-2007)                                 | Sitcom                               | Raimondo Vianello & Sandra Mondaini con Giorgia Trasselli                                                        |
| Sapore di mare                            | 1991                                  | Canale 5                                                                | Varietà                              | Luca Barbareschi, Red Ronnie e Debora Caprioglio                                                                 |
| Bravo Bravissimo                          | 1991-2002                             | Canale 5 (1991-1996) Rete 4 (1996-2002)                                 | Varietà                              | Mike Bongiorno                                                                                                   |
| Karaoke                                   | 1992-1995                             | Italia 1                                                                | Intrattenimento musicale             | Fiorello (1992-1994) Fiorellino con Antonella Elia (1994-1995)                                                   |
| Canzoni sotto l'albero                    | 1992-2000                             | Canale 5                                                                | Varietà                              | Vari |
| Re per una notte                          | 1994-1996                             | Italia 1                                                                | Varietà Talent show                  | Gigi Sabani |
| Viva Napoli                               | 1994-2002                             | Canale 5 (1994-1996) Rete 4 (1997-2002)                                 | Varietà                              | Mike Bongiorno con: Mara Venier (1994-1995), Massimo Lopez (1996) e Loretta Goggi (1997-2002)                    |
| Stelle a quattro zampe                    | 1994-2002, 2005                       | Vari                                                                    | Intrattenimento                      | Vari |
| Una sera c'incontrammo                    | 1995                                  | Rete 4                                                                  | Speciale TV                          | Gerry Scotti con Paola Barale                                                                                    |
| Chi c'è c'è                               | 1996-2000                             | Rete 4                                                                  | Rotocalco televisivo                 | Silvana Giacobini                                                                                                |
| Melaverde                                 | 1998-in corso                         | Rete 4 (1998-2012) Canale 5 (2012-in corso)                             | Rotocalco televisivo                 | Vari |
| Qua la zampa!                             | 2000                                  | Canale 5                                                                | Rotocalco televisivo Intrattenimento | Mike Bongiorno con Antonella Elia                                                                                |
| Non solo medicina                         | 2001                                  | Rete 4                                                                  | Rotocalco televisivo                 | Fabrizio Trecca con Milena Salvemini                                                                             |
| Salto nel buio                            | 2001                                  | Rete 4                                                                  | Telequiz                             | Paola Perego |
| Vivere meglio                             | 2001-2012                             | Rete 4                                                                  | Rotocalco televisivo                 | Fabrizio Trecca                                                                                                  |
| Yesterday                                 | 2002                                  | Rete 4                                                                  | Musicale                             | Red Ronnie |
| SmackDown!                                | 2003-2007 (messa in onda su Mediaset) | Italia 1                                                                | Wrestling                            | Giacomo Valenti e Christian Recalcati (nel ruolo di "commentatori")                                              |